# Cristiano Caratti
Cristiano Caratti (ur. 24 maja 1970 w Acqui Terme) – włoski tenisista, reprezentant w Pucharze Davisa, olimpijczyk z Barcelony (1992).

## Kariera tenisowa
Karierę zawodową Caratti rozpoczął w 1989 roku, a zakończył w 2004 roku. W grze pojedynczej wygrał przez ten czas siedem turniejów rangi ATP Challenger Tour. Ponadto raz osiągnął finał zawodów ATP World Tour.
W grze podwójnej awansował do jednego finału ATP World Tour.
W Pucharze Davisa swój debiut, a zarazem i jedyny start, odnotował 1992 roku w I rundzie grupy światowej przeciwko Hiszpanii. Zagrał w dwóch spotkaniach singlowych, najpierw przegrywając z Emilio Sánchezem, a następnie pokonując Sergio Bruguerę.
W 1992 roku Caratti wziął udział w igrzyskach olimpijskich w Barcelonie. Zagrał w grze pojedynczej, z której został wyeliminowany w I rundzie przez Guy Forgeta.
W rankingu gry pojedynczej Caratti najwyżej był na 26. miejscu (22 lipca 1991), a w klasyfikacji gry podwójnej na 148. pozycji (16 lipca 1990).

### Finały w turniejach ATP World Tour
| Nazwa                        |
| ---------------------------- |
| Wielki Szlem                 |
| Igrzyska olimpijskie         |
| ATP Tour World Championships |
| ATP Super 9                  |
| ATP Championship Series      |
| ATP World Series             |

#### Gra pojedyncza (0–1)
| Końcowy wynik | Nr | Data           | Turniej  | Nawierzchnia    | Przeciwnik       | Wynik finału |
| ------------- | -- | -------------- | -------- | --------------- | ---------------- | ------------ |
| Finalista     | 1. | 10 lutego 1991 | Mediolan | Dywanowa (hala) | Aleksandr Wołkow | 1:6, 5:7     |

#### Gra podwójna (0–1)
| Końcowy wynik | Nr | Data            | Turniej | Nawierzchnia | Partner           | Przeciwnicy                   | Wynik finału |
| ------------- | -- | --------------- | ------- | ------------ | ----------------- | ----------------------------- | ------------ |
| Finalista     | 1. | 24 czerwca 1990 | Genua   | Ceglana      | Federico Mordegan | Tomás Carbonell Udo Riglewski | 6:7, 6:7     |